# シキホル州
シキホル州 (シキホルしゅう、Province of Siquijor) は、フィリピンネグロス島地方に属する州である。州都はシキホル。面積は343.5平方キロメートル、人口は103,395人（2020年国勢調査）で、共にフィリピン国内で3番目に小さく、少ない。

## 歴史
ミゲル・ロペス・デ・レガスピのセブ島征服（1565年）以来、スペイン領だった。
1854年からはボホール島の軍管区のもとにあったが、1892年にネグロス・オリエンタル州の一部となった。
1971年9月17日にネグロス・オリエンタル州から分離し、独立した州となった。
2024年6月13日、中部ビサヤ地方（Central Visayas, Region VII）からネグロス島地方に移管された。

## 地理
ネグロス島とセブ島の南にあるシキホル島全体がこの州の領域で、珊瑚礁やマングローブに囲まれる。

## 行政区分
シキホルのほかにエンリケ・ヴィラヌエヴァ、ラジ、ラレナ、マリア、サン・フアンの計6市町がある。

## 産業
セブ島からも高速艇ですぐに着くため、観光が盛んである。

## 住民

### 宗教
どの町も古いローマ・カトリック教会が立っているが、一方で土着宗教とキリスト教の融合した魔術が盛んなことでも有名な州である。